# Pornsak Pongthong
Pornsak Pongthong (tiếng Thái: พรศักดิ์ ป้องทอง; sinh ngày 9 tháng 5 năm 1987) là một cầu thủ bóng đá từ Thái Lan. Anh hiện tại thi đấu cho Sisaket ở Thai League 2.

## Danh hiệu

### Câu lạc bộ
Sriracha
- Giải bóng đá hạng nhất quốc gia Thái Lan Vô địch (1): 2010